# Chicago Marathon 1995
De Chicago Marathon 1995 vond plaats op 15 oktober 1995 in Chicago. 
Bij de mannen won de Brit Eamonn Martin in een tijd van 2:11.18. Bij de vrouwen zegevierde een Finse: Ritva Lemettinen in een tijd van 2:28.27.

## Uitslagen

### Mannen
| rang   | naam              | land | tijd    |
| ------ | ----------------- | ---- | ------- |
| Goud   | Eamonn Martin     | GBR  | 2:11.18 |
| Zilver | Carlos Bautista   | MEX  | 2:11.21 |
| Brons  | Leonid Shvetsov   | RUS  | 2:11.24 |
| 4      | Driss Dacha       | MAR  | 2:12.05 |
| 5      | Eddy Hellebuyck   | BEL  | 2:12.35 |
| 6      | Luis Reyes        | MEX  | 2:12.51 |
| 7      | Jesus Herrera     | MEX  | 2:13.18 |
| 8      | Carlos Grisales   | COL  | 2:13.41 |
| 9      | Maurilio Castillo | MEX  | 2:14.17 |
| 10     | Hector De Jesus   | MEX  | 2:14.27 |

### Vrouwen
| rang   | naam                | land | tijd    |
| ------ | ------------------- | ---- | ------- |
| Goud   | Ritva Lemettinen    | FIN  | 2:28.27 |
| Zilver | Kim Jones           | USA  | 2:31.24 |
| Brons  | Danuta Bartoszek    | CAN  | 2:31.46 |
| 4      | Gitte Karlshoj      | DEN  | 2:32.10 |
| 5      | Marian Sutton       | GBR  | 2:32.36 |
| 6      | Tatjana Ivanova     | RUS  | 2:34.59 |
| 7      | Tatyana Pozdnyakova | USA  | 2:35.14 |
| 8      | Kristy Johnston     | FIN  | 2:35.50 |
| 9      | Irina Bogacheva     | KGZ  | 2:37.26 |
| 10     | Iglandini Gonzalez  | COL  | 2:37.26 |

1977 ·
1978 ·
1979 ·
1980 ·
1981 ·
1982 ·
1983 ·
1984 ·
1985 ·
1986 ·
1987 ·
1988 ·
1989 ·
1990 ·
1991 ·
1992 ·
1993 ·
1994 ·
1995 ·
1996 ·
1997 ·
1998 ·
1999 ·
2000 ·
2001 ·
2002 ·
2003 ·
2004 ·
2005 ·
2006 ·
2007 ·
2008 ·
2009 ·
2010 ·
2011 ·
2012 ·
2013 · 
2014 · 
2015 · 
2016 · 
2017 · 
2018 · 
2019 · 
2021 · 
2022 · 
2023